# Nouainville
Nouainville est une commune française, située dans le département de la Manche en région Normandie, peuplée de 620 habitants.

## Géographie

### Hydrographie
La commune est située dans le bassin Seine-Normandie. Elle est drainée par le cours d'eau 01 du Vieux Moulin, le cours d'eau 02 de la commune d'Equeurdreville-Hainneville et le ruisseau du Fay,,.

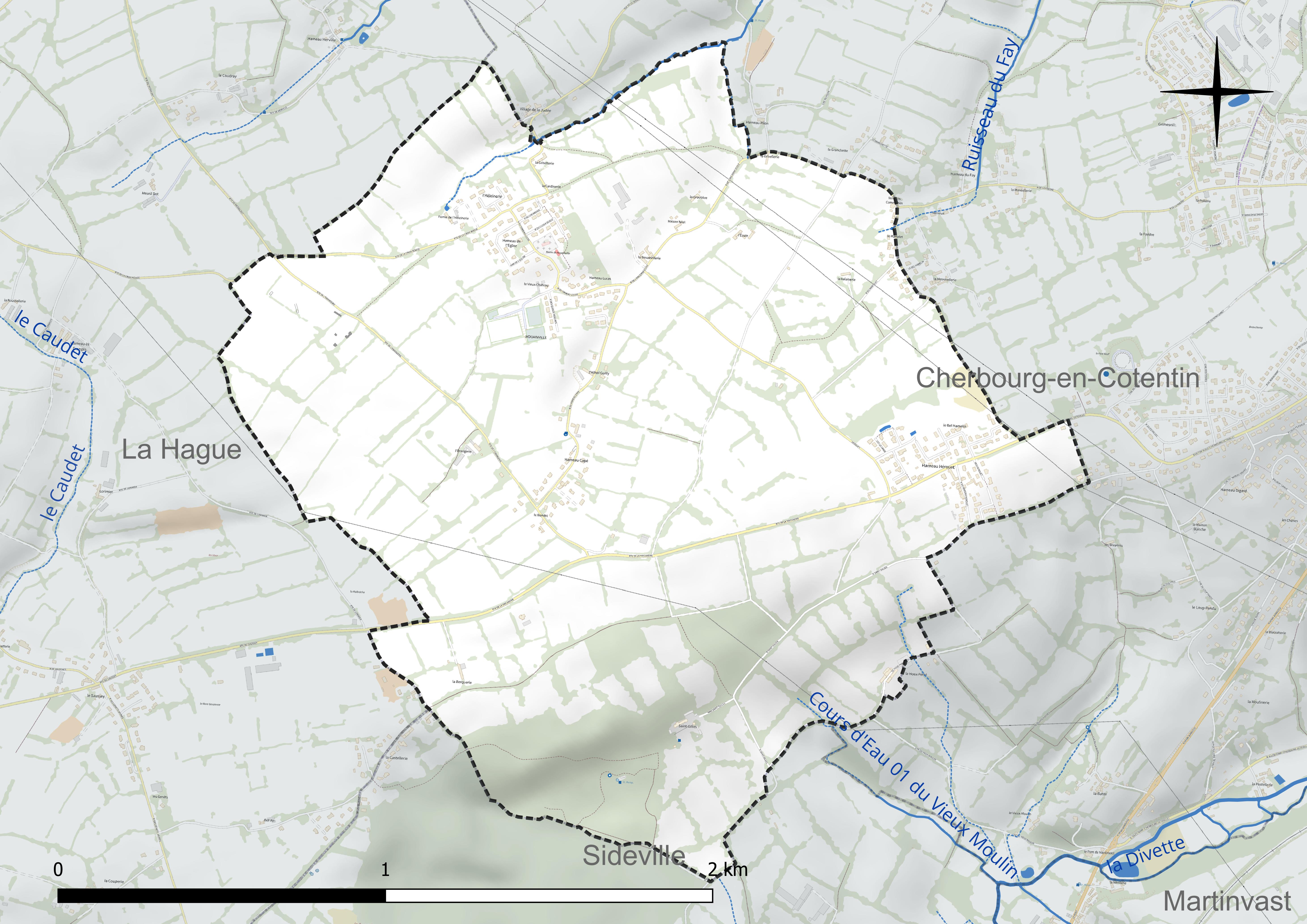
Réseau hydrographique de Nouainville.

### Climat
Pour des articles plus généraux, voir Climat de la Normandie et Climat de la Manche.
En 2010, le climat de la commune est de type climat océanique franc, selon une étude du CNRS s'appuyant sur une série de données couvrant la période 1971-2000. En 2020, Météo-France publie une typologie des climats de la France métropolitaine dans laquelle la commune est exposée à un climat océanique et est dans la région climatique  Normandie (Cotentin, Orne), caractérisée par une pluviométrie relativement élevée (850 mm/a) et un été frais (15,5 °C) et venté. Parallèlement le GIEC normand, un groupe régional d’experts sur le climat, différencie quant à lui, dans une étude de 2020, trois grands types de climats pour la région Normandie, nuancés à une échelle plus fine par les facteurs géographiques locaux. La commune est, selon ce zonage, exposée à un « climat maritime », correspondant au Cotentin et à l'ouest du département de la Manche, frais, humide et pluvieux, où les contrastes pluviométrique et thermique sont parfois très prononcés en quelques kilomètres quand le relief est marqué.
Pour la période 1971-2000, la température annuelle moyenne est de 10,7 °C, avec une amplitude thermique annuelle de 10,8 °C. Le cumul annuel moyen de précipitations est de 1 048 mm, avec 14,1 jours de précipitations en janvier et 8,8 jours en juillet. Pour la période 1991-2020, la température moyenne annuelle observée sur la station météorologique la plus proche, située sur la commune de Cherbourg-en-Cotentin à 4 km à vol d'oiseau, est de 12,1 °C et le cumul annuel moyen de précipitations est de 963,9 mm,. Pour l'avenir, les paramètres climatiques de la commune estimés pour 2050 selon différents scénarios d’émission de gaz à effet de serre sont consultables sur un site dédié publié par Météo-France en novembre 2022.

## Urbanisme

### Typologie
Au 1er janvier 2024, Nouainville est catégorisée commune rurale à habitat dispersé, selon la nouvelle grille communale de densité à sept niveaux définie par l'Insee en 2022.
Elle est située hors unité urbaine. Par ailleurs la commune fait partie de l'aire d'attraction de Cherbourg-en-Cotentin, dont elle est une commune de la couronne,. Cette aire, qui regroupe 77 communes, est catégorisée dans les aires de 50 000 à moins de 200 000 habitants,.

### Occupation des sols
L'occupation des sols de la commune, telle qu'elle ressort de la base de données européenne d’occupation biophysique des sols Corine Land Cover (CLC), est marquée par l'importance des territoires agricoles (91,8 % en 2018), en diminution par rapport à 1990 (94,1 %). La répartition détaillée en 2018 est la suivante : prairies (48,4 %), zones agricoles hétérogènes (22,5 %), terres arables (20,9 %), forêts (5,9 %), zones urbanisées (2,3 %). L'évolution de l’occupation des sols de la commune et de ses infrastructures peut être observée sur les différentes représentations cartographiques du territoire : la carte de Cassini (XVIIIe siècle), la carte d'état-major (1820-1866) et les cartes ou photos aériennes de l'IGN pour la période actuelle (1950 à aujourd'hui).

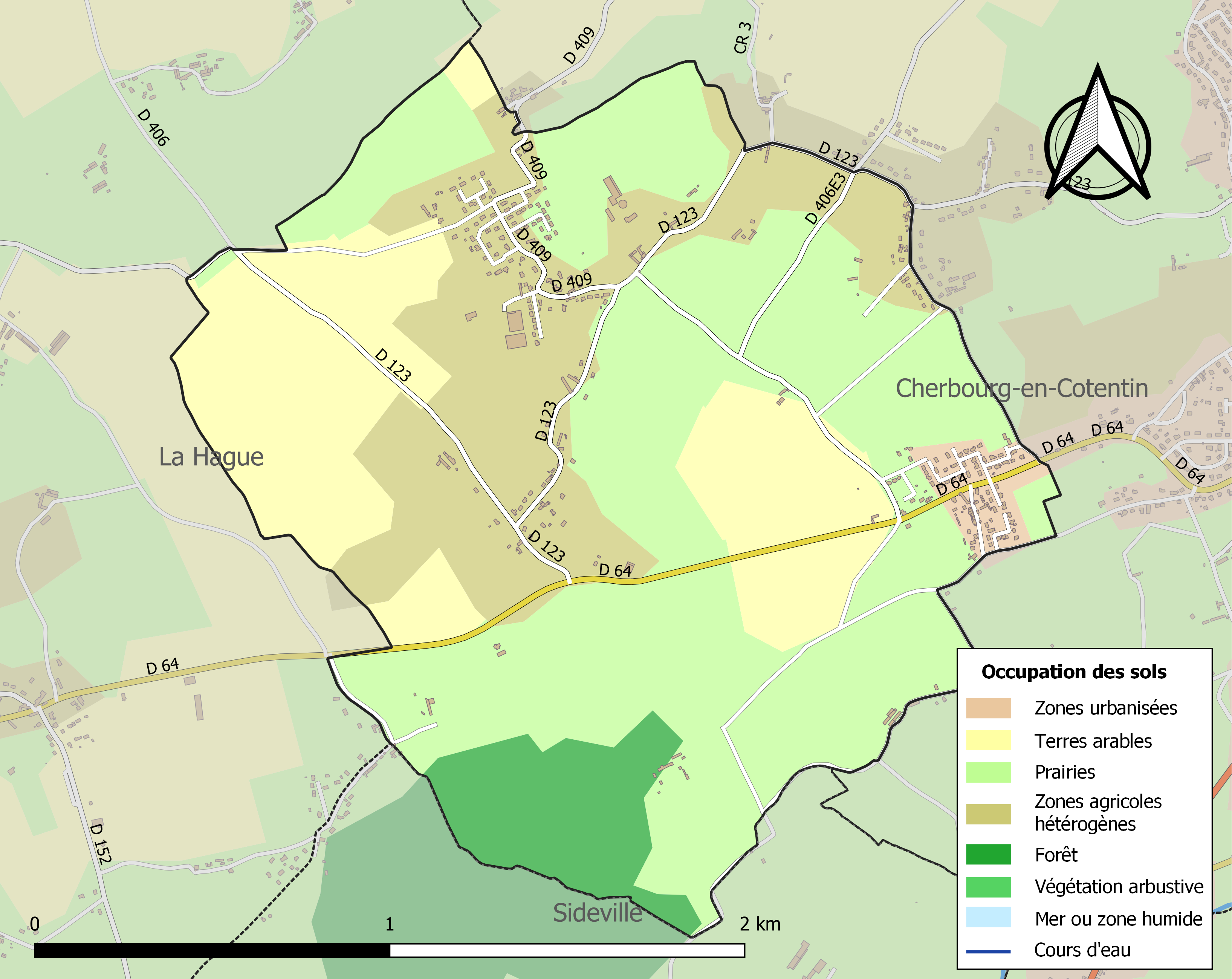
Carte des infrastructures et de l'occupation des sols de la commune en 2018 (CLC).

## Toponymie
Le nom de la localité est attesté sous les formes Noienvilla en 1236, Noenvilla vers 1280.

## Histoire
La seigneurie du lieu qui appartenait aux chanoines de Coutances fut acheté par la famille Blondel originaire de Sideville et établie par mariage au XVIIe siècle à Nouainville, qui prit dès lors le nom de Blondel de Nouainville.

## Politique et administration
| Période | Période   | Identité                    | Étiquette | Qualité                        |
| --- | --------- | --------------------------- | --------- | ------------------------------ |
| ..1792 | 1794..    | Hervé Grisel                |           |                                |
| ..1795 | 1796..    | Louis Le Clerc              |           |                                |
| ..1797 | 1817      | Marin Le Marinel            |           |                                |
| 1817 | 1821      | Auguste Moytier             |           |                                |
| 1821 | 1830      | Pierre François Trigan      |           | surnommé "Le Chevalier" Trigan |
| 1830 | 1849      | Jean Marin Leneveu          |           |                                |
| 1849 | 1851      | Pierre Félix Havard         |           |                                |
| 1852 | 1866      | Louis Quoniam               |           |                                |
| 1866 | 1866      | Louis André Marvie          |           |                                |
| 1866 | 1871      | Jean Lemarchand             |           |                                |
| 1871 | 1872      | Louis Robine                |           |                                |
| 1873 | 1876      | Jean-Marie Dumoncel         |           |                                |
| 1876 | 1878      | Bienaimé Voisin             |           |                                |
| 1878 | 1881      | Alphonse Cousin             |           |                                |
| 1881 | 1909      | Nicolas-Eugène Vrac         |           |                                |
| 1909 | 1925      | Pierre Désiré Louis Quoniam |           |                                |
| 1925 | 1929      | Alcide Le Masson            |           |                                |
| 1929 | 1932      | Georges Adam                |           |                                |
| 1932 | 1935      | Marin Picquenot             |           |                                |
| 1935 | 1944      | Alphonse Desperiers         |           |                                |
| 1944 | 1954      | Pierre Simon                |           |                                |
| 1954 | 1961      | Georges Avoyne              |           |                                |
| 1961 | 1981      | Jean Lajoie                 |           |                                |
| 1981 | 1994      | Lucien Lerenard             |           |                                |
| 1995 | juin 2006 | Louis Polidor               | SE        | Technicien                     |
| juin 2006 | En cours  | Jean-Marc Baudry            | SE        | Technicien                     |
| Une partie des données est issue de liste établie par issue de l'ouvrage "601 communes et lieux de vie de la Manche" |           |                             |           |                                |

## Démographie
L'évolution du nombre d'habitants est connue à travers les recensements de la population effectués dans la commune depuis 1793. Pour les communes de moins de 10 000 habitants, une enquête de recensement portant sur toute la population est réalisée tous les cinq ans, les populations de référence des années intermédiaires étant quant à elles estimées par interpolation ou extrapolation. Pour la commune, le premier recensement exhaustif entrant dans le cadre du nouveau dispositif a été réalisé en 2008.
En 2022, la commune comptait 620 habitants, en évolution de +7,45 % par rapport à 2016 (Manche : −0,31 %, France hors Mayotte : +2,11 %).
| 1793 | 1800 | 1806 | 1821 | 1831 | 1836 | 1841 | 1846 | 1851 |
| ---- | ---- | ---- | ---- | ---- | ---- | ---- | ---- | ---- |
| 209  | 133  | 267  | 215  | 205  | 215  | 212  | 207  | 228  |

| 1856 | 1861 | 1866 | 1872 | 1876 | 1881 | 1886 | 1891 | 1896 |
| ---- | ---- | ---- | ---- | ---- | ---- | ---- | ---- | ---- |
| 238  | 240  | 227  | 236  | 207  | 213  | 217  | 215  | 238  |

| 1901 | 1906 | 1911 | 1921 | 1926 | 1931 | 1936 | 1946 | 1954 |
| ---- | ---- | ---- | ---- | ---- | ---- | ---- | ---- | ---- |
| 209  | 191  | 208  | 209  | 215  | 202  | 221  | 188  | 210  |

| 1962 | 1968 | 1975 | 1982 | 1990 | 1999 | 2006 | 2008 | 2013 |
| ---- | ---- | ---- | ---- | ---- | ---- | ---- | ---- | ---- |
| 214  | 214  | 190  | 283  | 335  | 528  | 473  | 457  | 481  |

| 2018 | 2022 | - | - | - | - | - | - | - |
| ---- | ---- | - | - | - | - | - | - | - |
| 628  | 620  | - | - | - | - | - | - | - |

## Lieux et monuments

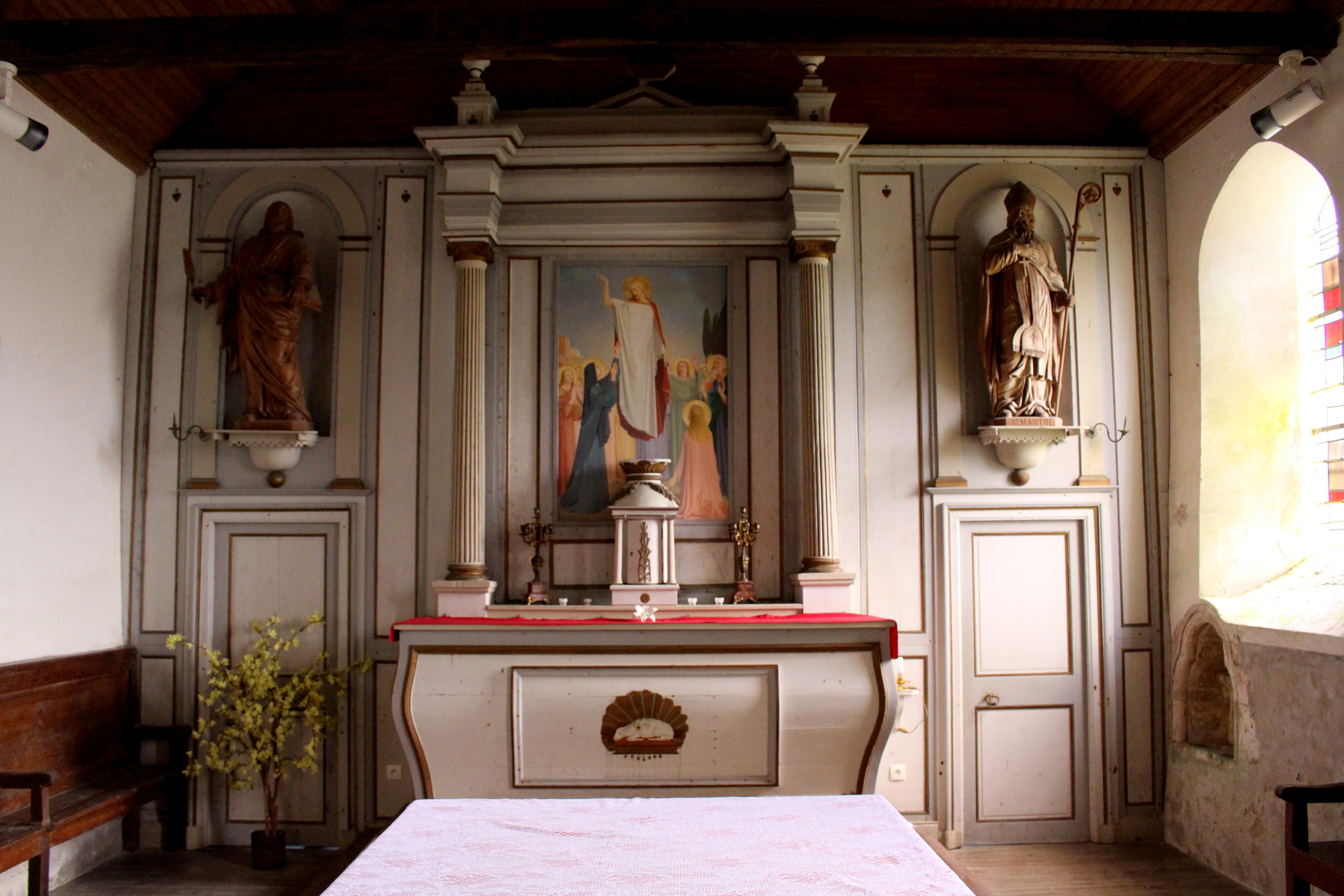
Autel et ses deux statues Saint Jean et Saint Martin

- Église Saint-Martin (XIIe – XVIIIe siècles) avec un cadran solaire du XVIIe et un petit clocher-mur en façade. Certaines parties datent du XIIe siècle, mais elle a souvent été remaniée par la suite. Elle abrite des fonts baptismaux (XVIIe), les statues de saint Martin et saint Jean l'Évangéliste (XVIIIe)[26], et est rattachée à la paroisse Saint-Sauveur du doyenné de Cherbourg[27].
- Manoir Saint-Gilles (XVIIIe siècle) bâti sur les vestiges d'une ferme du XVIe siècle dans le bois du Mont du Roc qui faisait partie de la forêt de Brix[26]. Il fut la possession des Ravalet, puis au XIXe siècle de la famille Du Moncel, propriétaire du château de Martinvast qui fit ouvrir l'allée de hêtre qui mène au château[26].
- Rampe de lancement de V1 aux Grangettes.

Pour mémoire
- Château de Nouainville au lieudit le Vieux Château.

## Activité et manifestations

### Sports

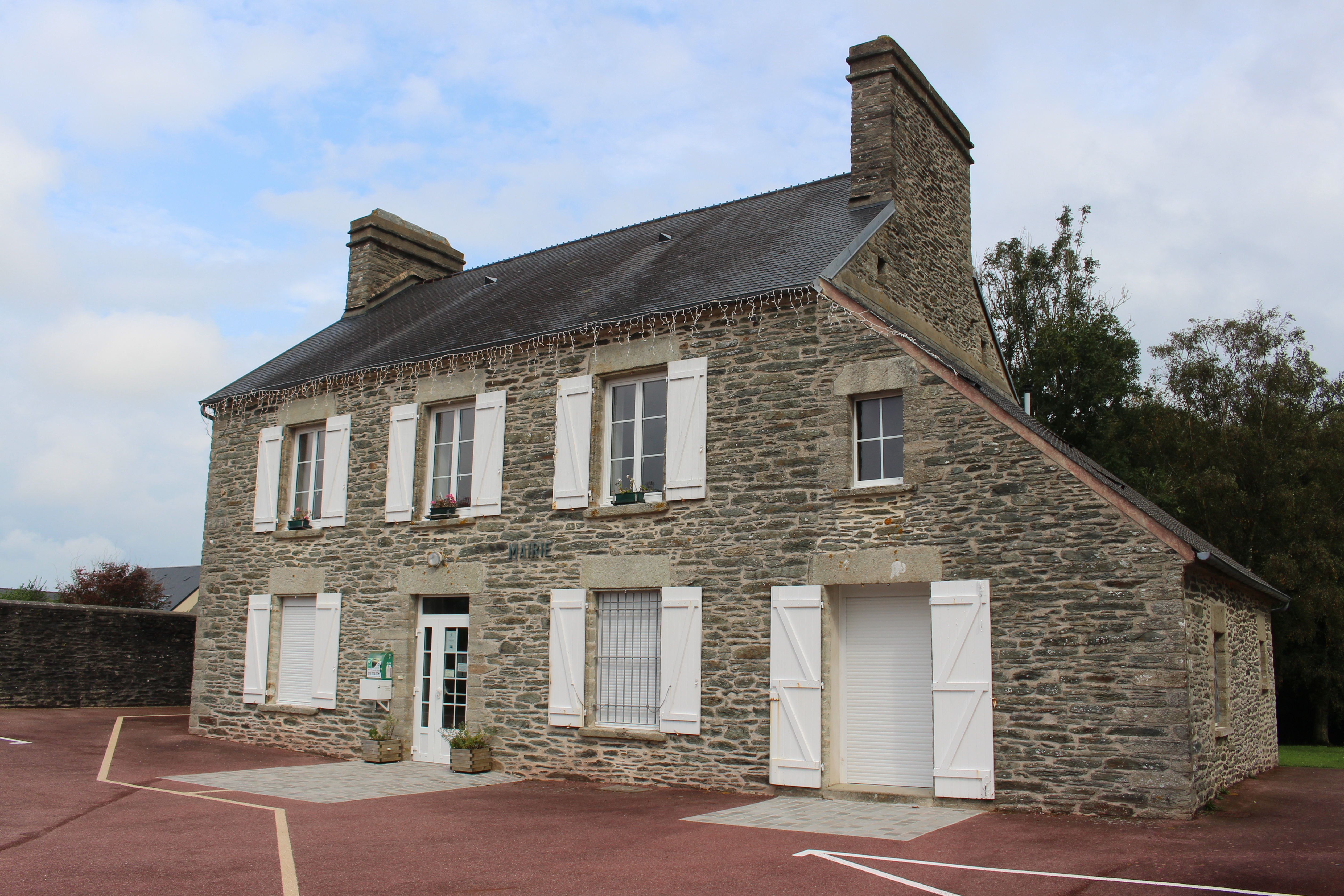
La mairie de Nouainville.

Le Football club de Nouainville, créé en 1994, par quatre personnes, Eric Cottain (premier président), Laurent Léger, Eric Cholet et Franck Betton. Le club fait évoluer deux équipes de football en divisions de district. Le club compte environ cinquante licenciés.

## Personnalités liées à la commune
- L'abbé Joseph Grisel (Nouainville, 1703 - Versailles, 1787). Vicaire perpétuel de Saint-Germain-l'Auxerrois, sous-pénitencier du chapitre de Paris, confesseur de l'archevêque, de plusieurs communautés religieuses et l'un des directeurs de conscience les plus estimés de la Cour et de la ville. Ses écrits spirituels eurent beaucoup de succès. Grand apôtre de la dévotion au Sacré-Cœur, il fut pour cela persécuté par les jansénistes qui, connaissant son intimité avec le financier Billard de Monceau, parvinrent à les compromettre tous deux dans une affaire de captation d'héritage. L'abbé Grisel passa dix-huit mois à la Bastille. Quand il en sortit, innocenté, le gouverneur de la Bastille était devenu son pénitent[29].
- Anne-Achille-Alexandre Blondel, dit le « chevalier de Nouainville ». Né au château de Nouainville (aujourd'hui disparu, à l'emplacement du lieu-dit le Vieux Château), le 25 mars 1753. Il était le fils d'Hervé-Louis-Robert Blondel et de Geneviève Vastel. Sa famille était de moyenne, mais ancienne noblesse. Son père fut officier des Eaux et Forêts, et seigneur de Nouainville. Anne-Achille-Alexandre fut embarqué dès l'âge de treize ans sur un vaisseau de la Compagnie des Indes que commandait un de ses oncles, François Le Fol de La Londe[29]. La disparition de la compagnie en 1769 le fit se reconvertir comme officier d'infanterie. C'est encore lieutenant que, le 10 mai 1788, il empêcha ses soldats de réprimer violemment une manifestation en faveur du parlement de Bretagne, à Rennes. Cette action d'éclat lui valut une brève notoriété, et la croix de Saint Louis. En garnison dans le nouveau département de Loire-Inférieure au début de la Révolution, il semble s'être éloigné de cette dernière à cause du rôle de protecteur des prêtres constitutionnels qu'on lui faisait jouer, mais aussi des évolutions de son métier militaire. Il le quitta donc en 1792, et partit en Angleterre. L'entrée en guerre de ce pays au début de 1793 lui permit de reprendre du service sous l'uniforme rouge du régiment Loyal-Émigrant au service de Sa Gracieuse Majesté. Cette unité débarqua en Belgique, où Blondel de Nouainville trouva la mort à Furnes à la fin de l'année 1793, en combattant l'armée de la République française[30].